# Sicana
Sicana o Sitana fue una antigua ciudad que según textos del VC a. C. (Avieno, Ora Marítima, versos 479-480) se hallaba situada en un lugar elevado junto a la desembocadura del río Júcar, lugar que hoy localizamos como la ciudad de Albalat de la Ribera, en la provincia de Valencia.
Se la ha considerado como la capital de los sicanos, los cuales pasaron a a Sicilia expulsados por los ligures.
Esta ciudad pasó a llamarse Sucro por los romanos en los siglos III y II a. C.
- Datos: Q6127391